# Dalarö tullhus

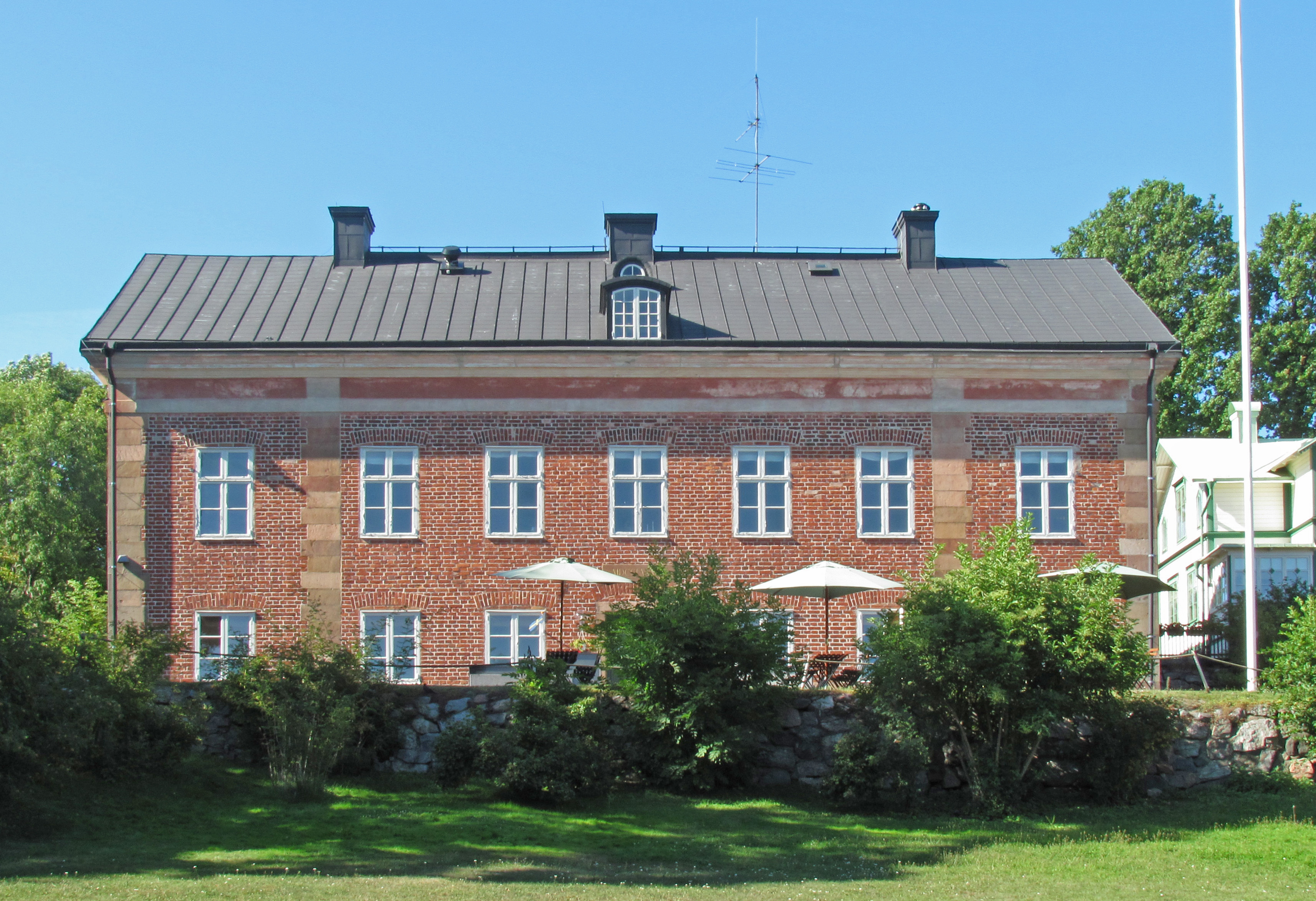
Dalarö tullhus, fasad mot syd, 2011.

Dalarö tullhus är en byggnad i Dalarö, Haninge kommun. Huset uppfördes 1788 på uppdrag av kung Gustav III och efter ritningar av arkitekt Erik Palmstedt. Huset är sedan 1935 ett lagskyddat byggnadsminne. I sin enkla klassicistiska stil är Dalarö tullhus ett gott exempel på det sena 1700-talets offentliga nyttobyggnader.

## Historik

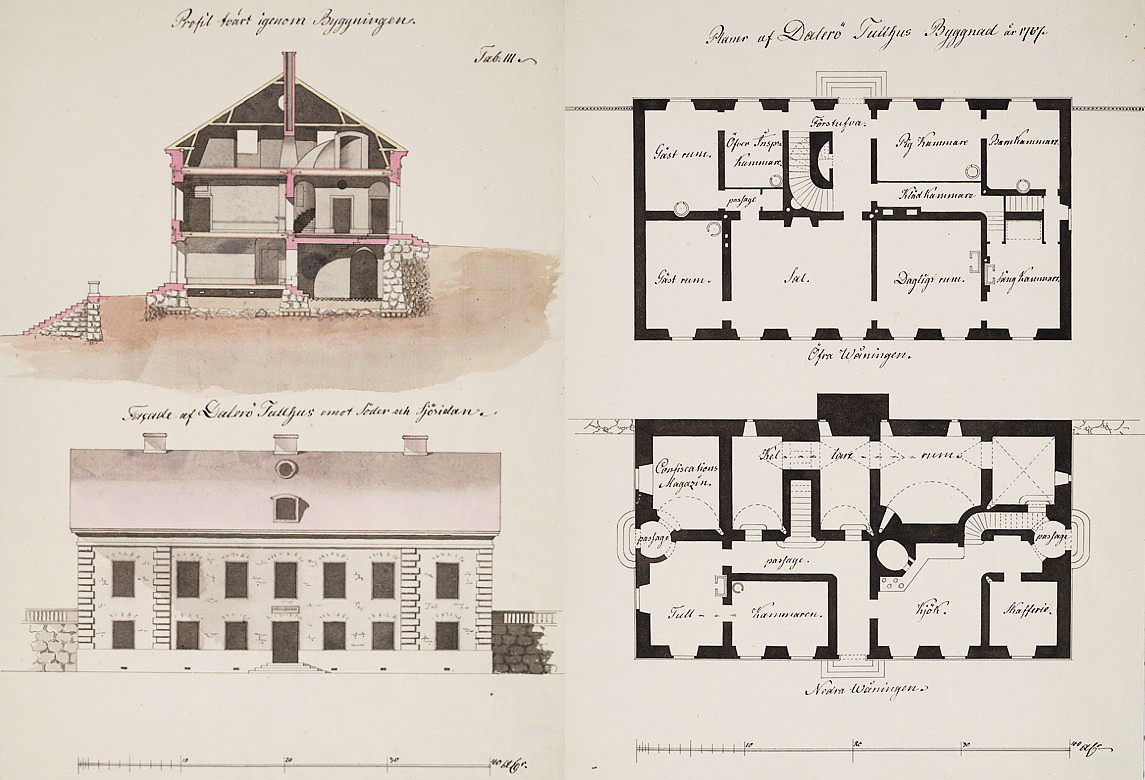
Palmstedts originalritningar.

Ett första tullhus inrättades på Dalarö 1636 när Sverige fick ett system med inloppsstationer för förtullning. Dalarö blev yttre tullstation för Stockholm och kring tullhuset växte sedermera samhället Dalarö upp. Redan 1667 uttryckte Magnus de la Gardie  behovet av ett nytt, mera ståndsmässigt tullhus: "et Wackert huus wijdh Dalaröön, emedan dhet hender offta at publici ministri och andra Åthskilliga Stånds Personer dijt anlende".
Men det dröjde till 1788 då nuvarande tullhus stod färdigt, byggt efter ritningar av Erik Palmstedt som även stod för utformningen av Tullpackhuset vid Skeppsbron i Stockholm, som utgjorde den inre stationen och "motpolen" till Dalarö. Dalarös tullhus är ett suterränghus i rött tegel med sockel, hörnkedjor och vertikala band av roslagssandsten. Taket var ursprungligen täckt av kopparplåt. I byggnaden fanns lokaler för tullklareringen och rum för tullmästaren, gäster och tjänstefolk. Intill låg ett mindre hus för tullinspektören. Dessutom fanns en tullvaktstuga nere vid vattnet. Den ersattes 1861 av nuvarande vaktstuga i schweizerstil, ritad av fyrkonstruktören Gustav von Heidenstam.

## Husets vidare öden
År 1928 drogs tullverksamheten in. Under andra världskriget disponerades byggnaden av militärstaben. Åren 1960-1999 fanns Tullmuseet i tullhuset. 2003 genomfördes en större upprustning och renovering, där den ursprungliga planlösningen återskapades så långt som möjligt. Därefter flyttade Haninge kommuns turistbyrå in och 2004 Dalarö Skärgårdsmuseum. Där visas bland annat Dalarös historia från stormaktstid till badort och societetssamhälle. Bland de utställda föremålen finns fynd från Jutholmsvraket. Tullhuset med tillhörande mark ägs och förvaltas av Statens fastighetsverk.

## Bilder, exteriör

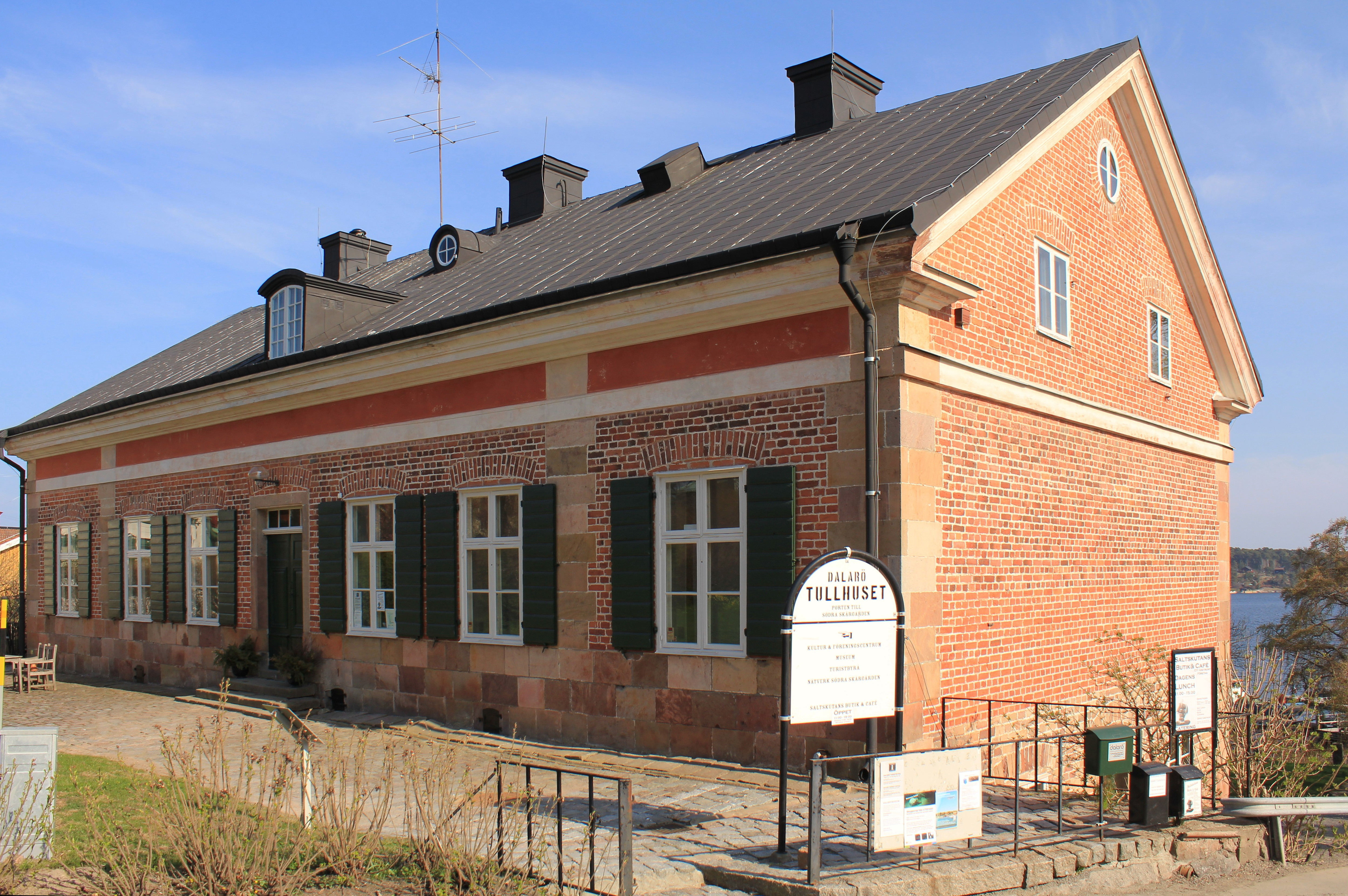
Tullhuset från nordväst
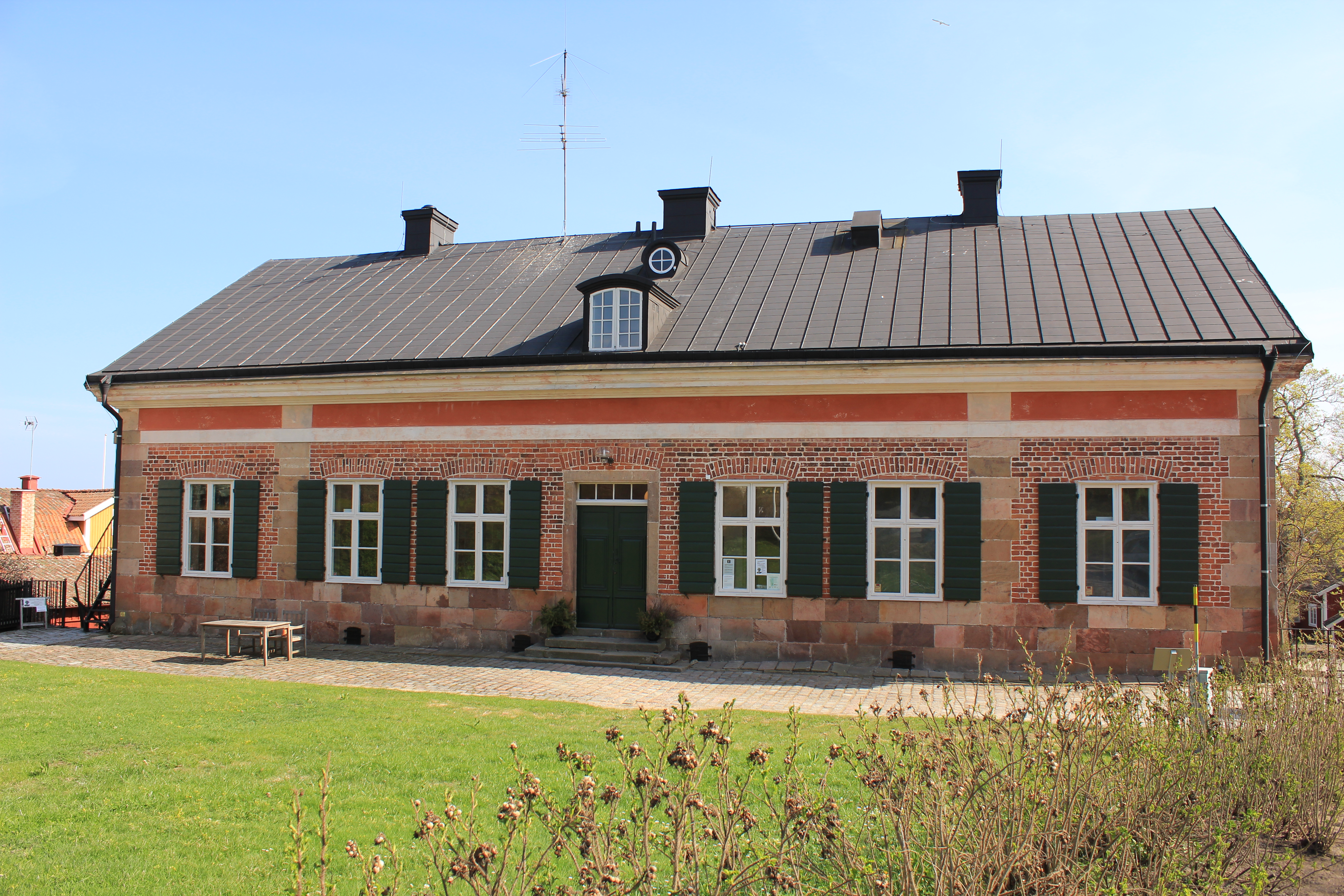
Tullhuset från norr
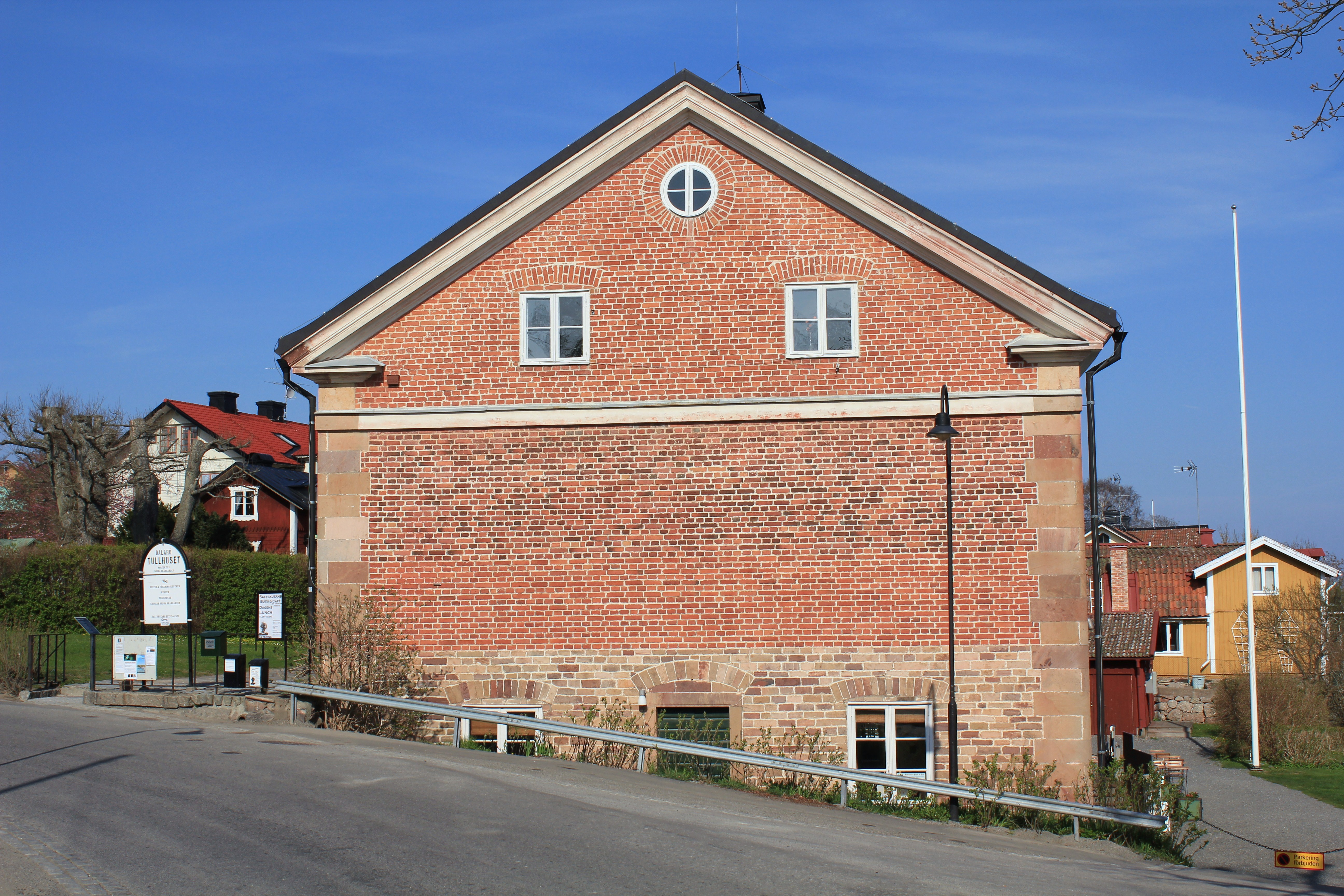
Tullhuset från väst
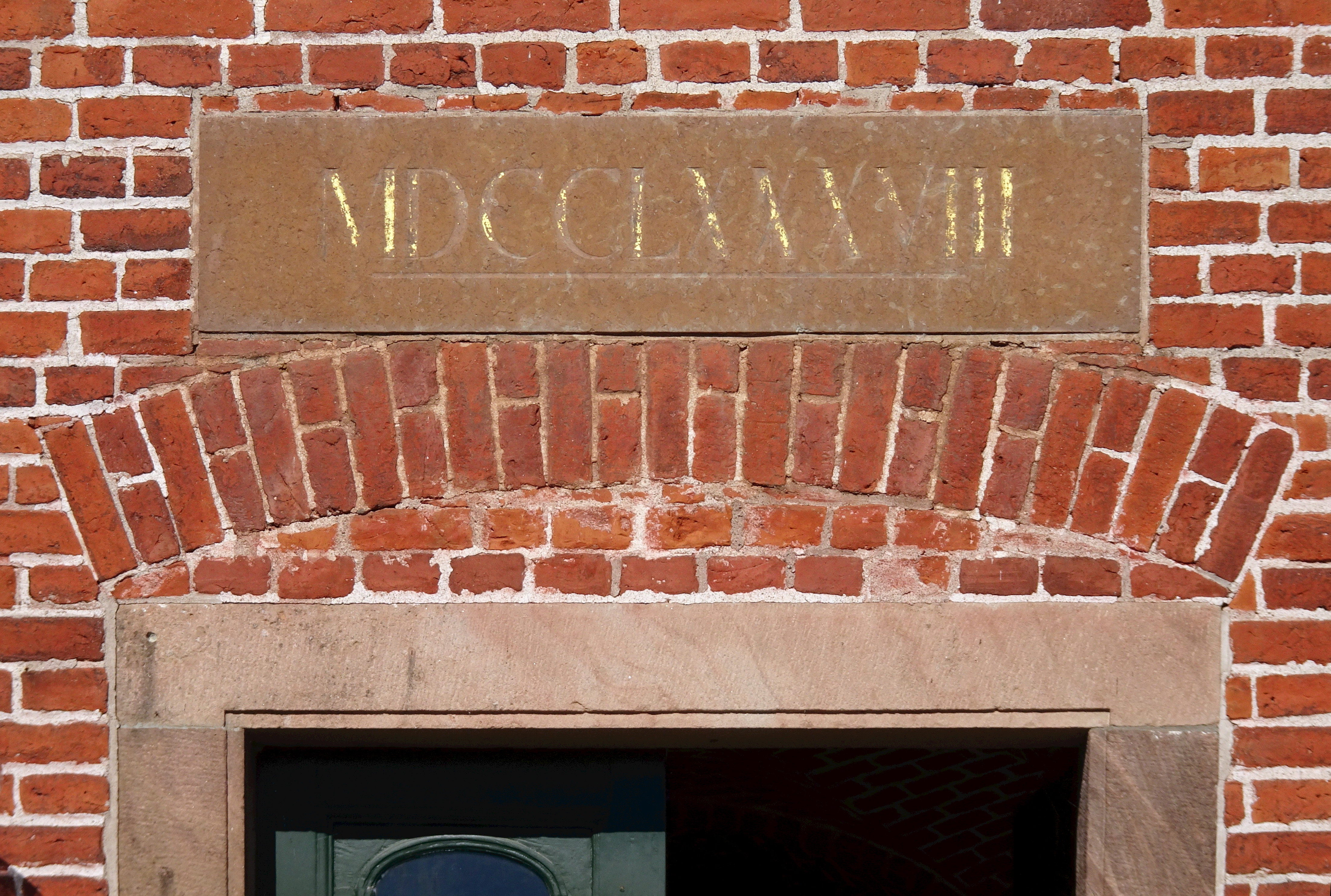
Inskription över dörren: "MDCCLXXXVIII" (1788)
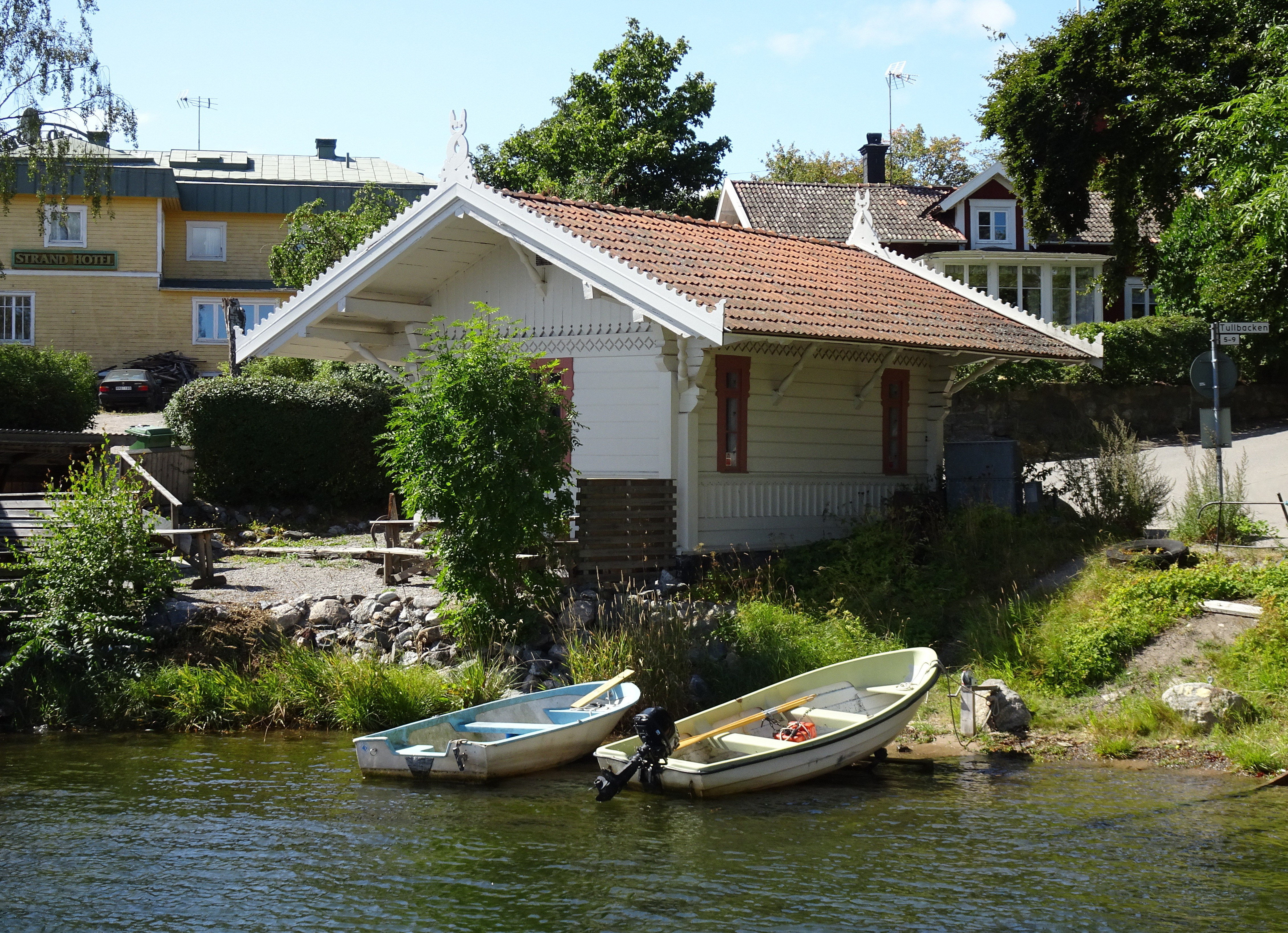
Tullvaktstugan från 1861

## Bilder, interiör

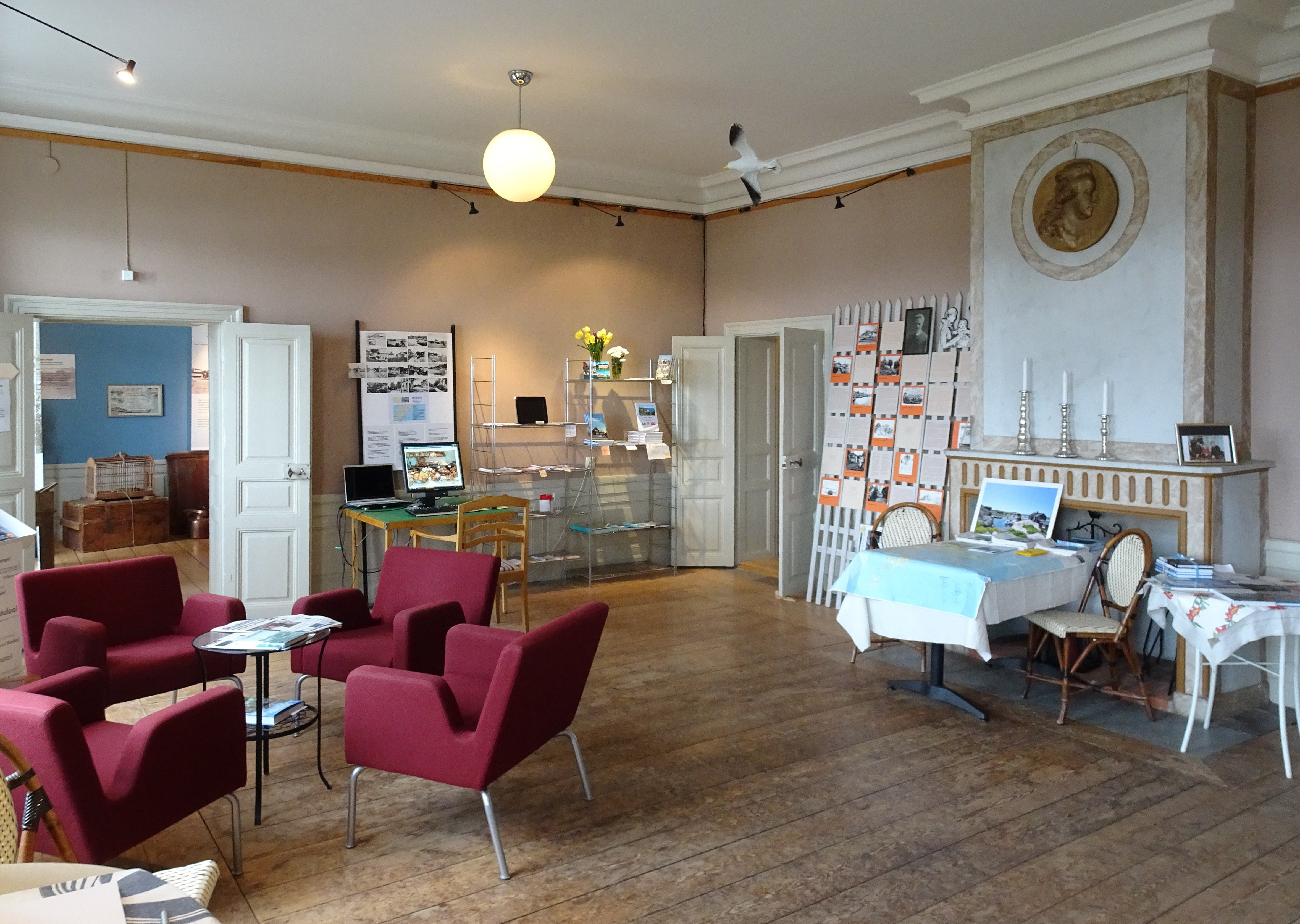
Före detta salong (nu turistbyrå)
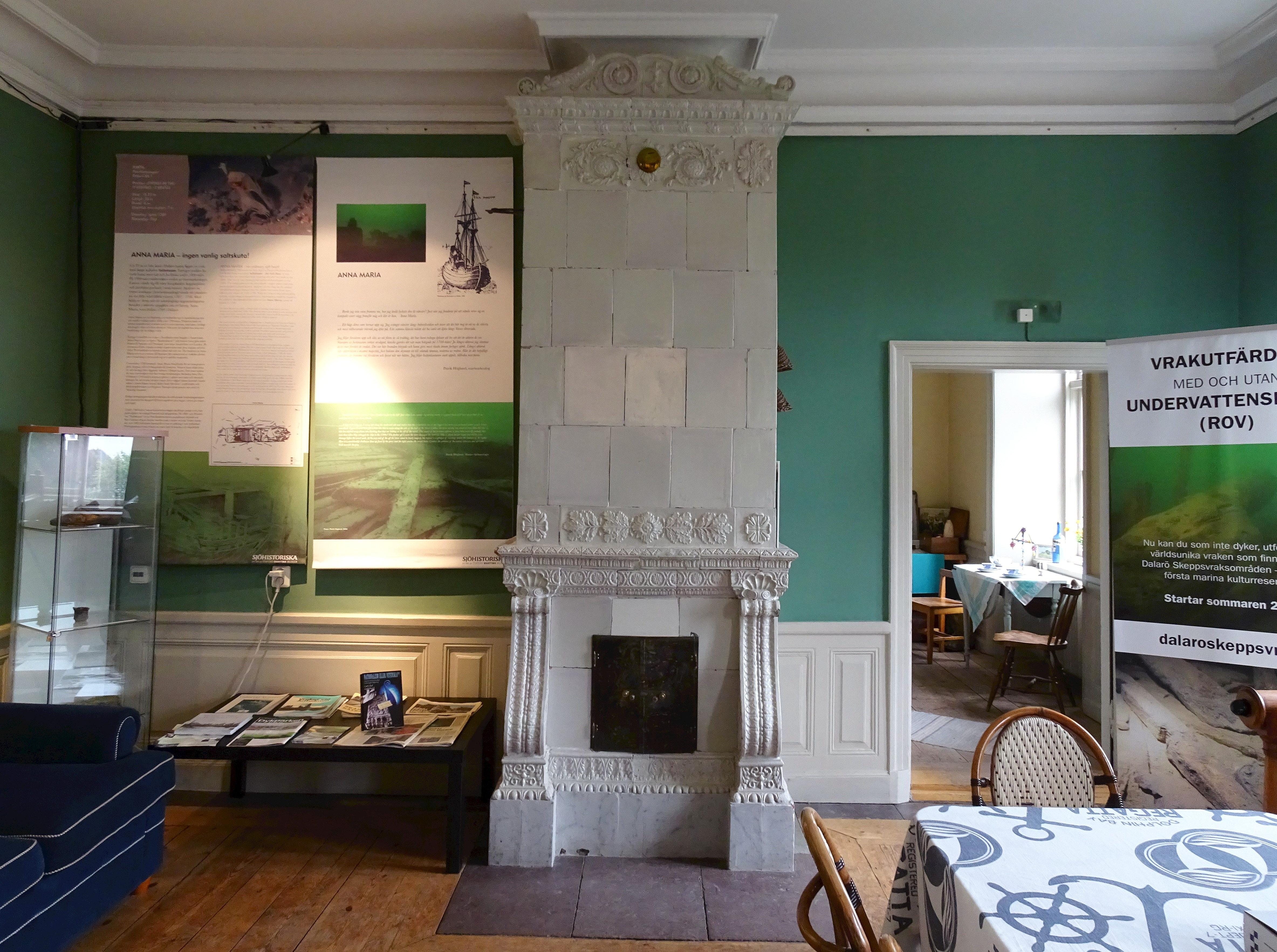
Före detta dagligrum (nu turistbyrå)
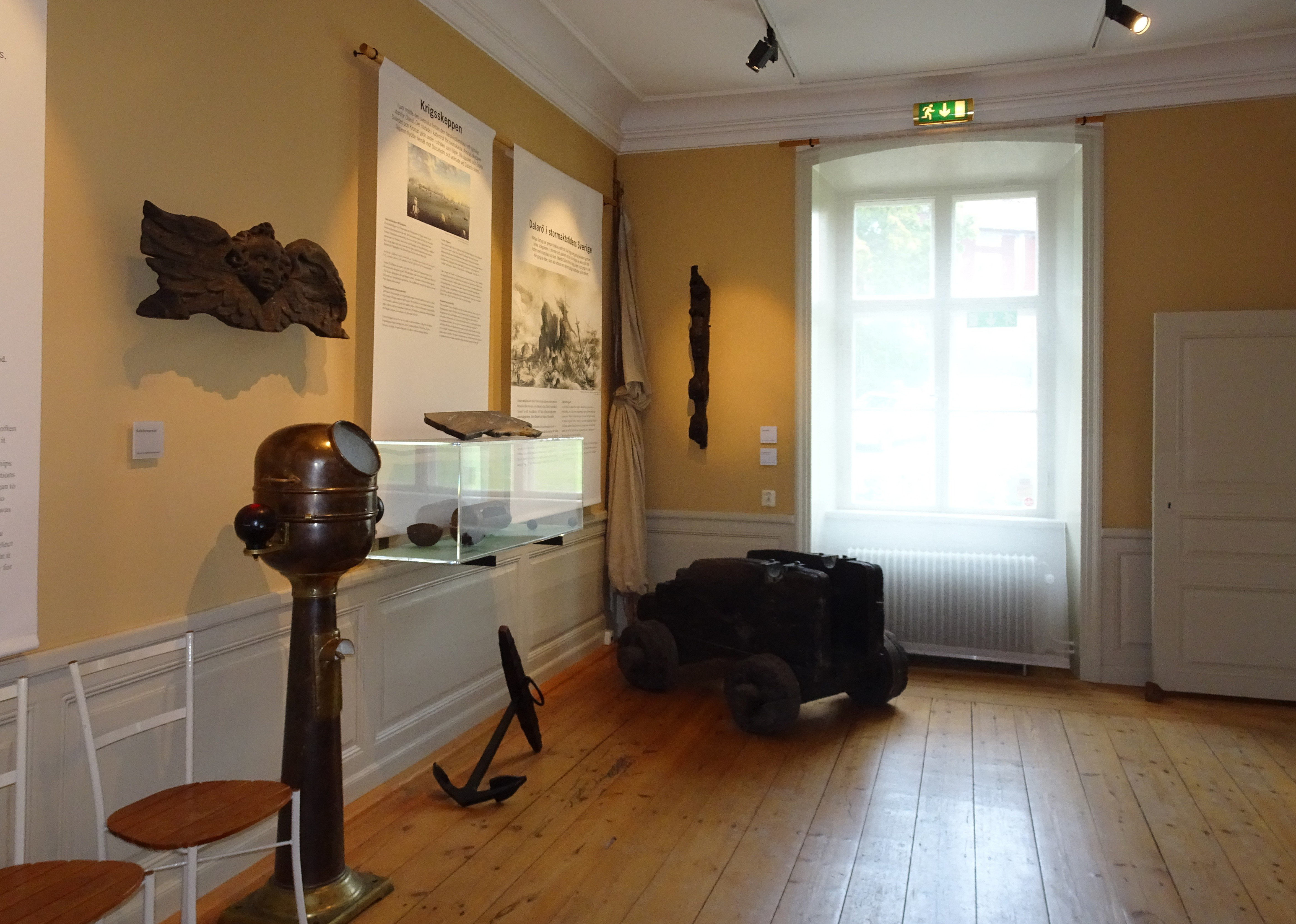
Före detta gästrum (nu museum)
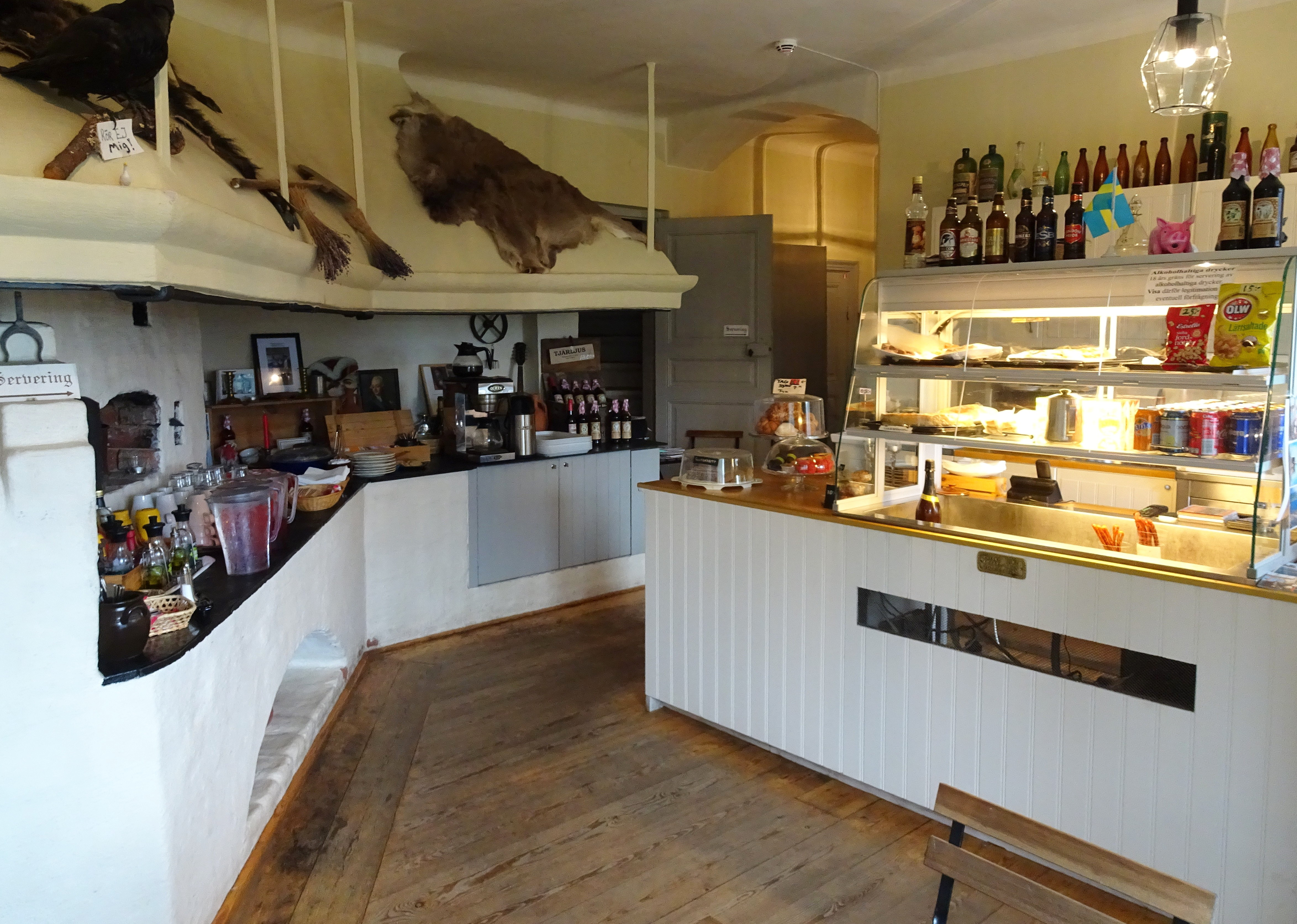
Före detta kök (nu café)
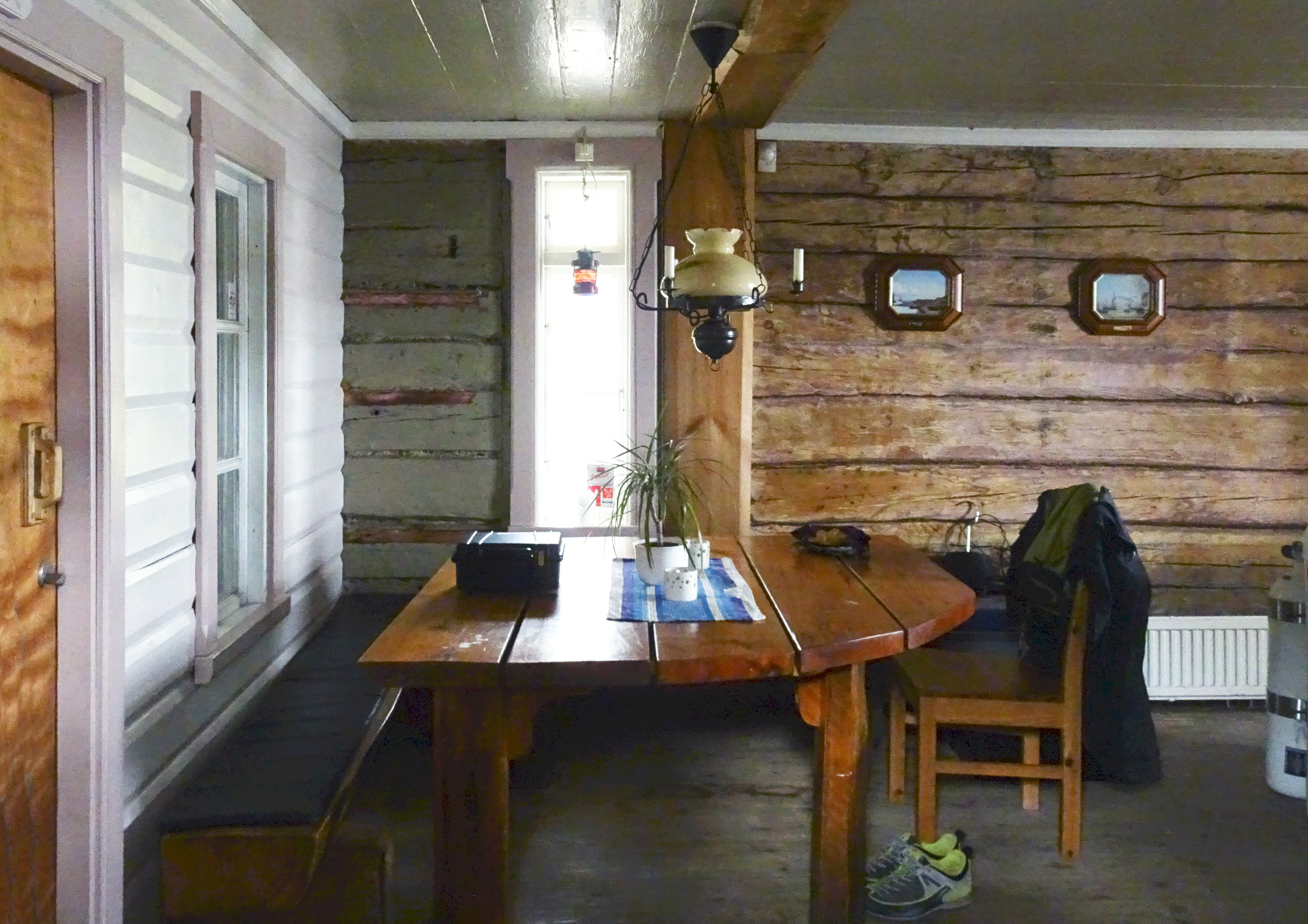
Tullvaktstugan